# Велика Бераставица
Велика Бераставица (блр. Вялікая Бераставіца; рус. Большая Берестовица) насељено је место са административним статусом варошице (городской посёлок) у западном делу Републике Белорусије. Административно припада Бераставичком рејону Гродњенске области чији је уједно и административни центар.
Према подацима пописа становништва из 2009. у вароши је живело 5.700 становника.

## Географија
Насеље се налази у западном делу Белорусије, десетак километара источно од границе с Пољском. Административни центар области Гродно налази се око 60 km северније. Кроз насеље протиче речица Нетура (десна притока реке Свислач).

## Историја
Берестовица се у писаним изворима први пут помиње 1506. као једно од села која је тадашњи пољски краљ и литвански кнез Александар Јагелон повељом доделио кнезу Александру Ходкевичу као феуд. Насеље 1754. добија магдебуршко право и властити грб, те постаје аутономан град у саставу Велике Кнежевине Литваније. У великом сукобу између устаника Тадеуша Кошћушка и краљевске војске код Берестовице 19. септембра 1794. страдало је 250 становника места.
Береставица постаје делом Руске Империје 1795, и остаје у њеном саставу све до 1921. када поново постаје делом Пољске. Од 1939. коначно је у саставу Белорусије (тада Белоруска ССР).
Административни статус вароши има од 19. фебруара 1947. године.

## Демографија
Према резултатима пописа из 2009. у вароши је живело 5.700 становника.